# .ye
.ye는 예멘의 인터넷 국가 코드 최상위 도메인이다. .ye 도메인이 .com.ye와 .net.ye 2차 도메인 아래의 3차 도메인 등록만 받는 것으로 보인다.

## 역사
2015년 후티 반군이 예멘 수도를 점령했을 때 반군은 .ye 도메인의 주요 인터넷 제공업체도 점령했다. 이에 대응하여 아덴에 본부를 둔 예멘 정부는 .adennet이라는 자체 도메인 확장자를 만들었다. 도메인툴스(DomainTools)에 따르면 2018년 기준으로 1152개의 .ye 도메인 이름이 등록되었다.

## 2차 도메인
- com.ye: 상업 단체
- co.ye: 회사
- ltd.ye: 유한회사
- me.ye: 개인
- net.ye: 네트워크 제공업체
- org.ye: 비영리 조직
- plc.ye: 공기업
- gov.ye: 정부 및 정부 시스템